# Diga di Räterichsboden
La diga di Räterichsboden è una diga a gravità situata in Svizzera, nel Canton Berna, nella zona del passo del Grimsel.

## Descrizione
Ha un'altezza di 94 metri e il coronamento è lungo 456 metri. Il volume della diga è di 279.000 metri cubi.
Il lago creato dallo sbarramento, il Räterichsbodensee, ha un volume massimo di 27 milioni di metri cubi, una lunghezza di 1,7 km e un'altitudine massima di 1767 m s.l.m. Lo sfioratore ha una capacità di 150 metri cubi al secondo. Le acque del lago vengono sfruttate dall'azienda Kraftwerke Oberhasli AG.
Nel settembre del 2007 sullo sbarramento è stato riprodotto da Pierre Mettraux, l'opera Pelléas et Mélisande in larga scala.

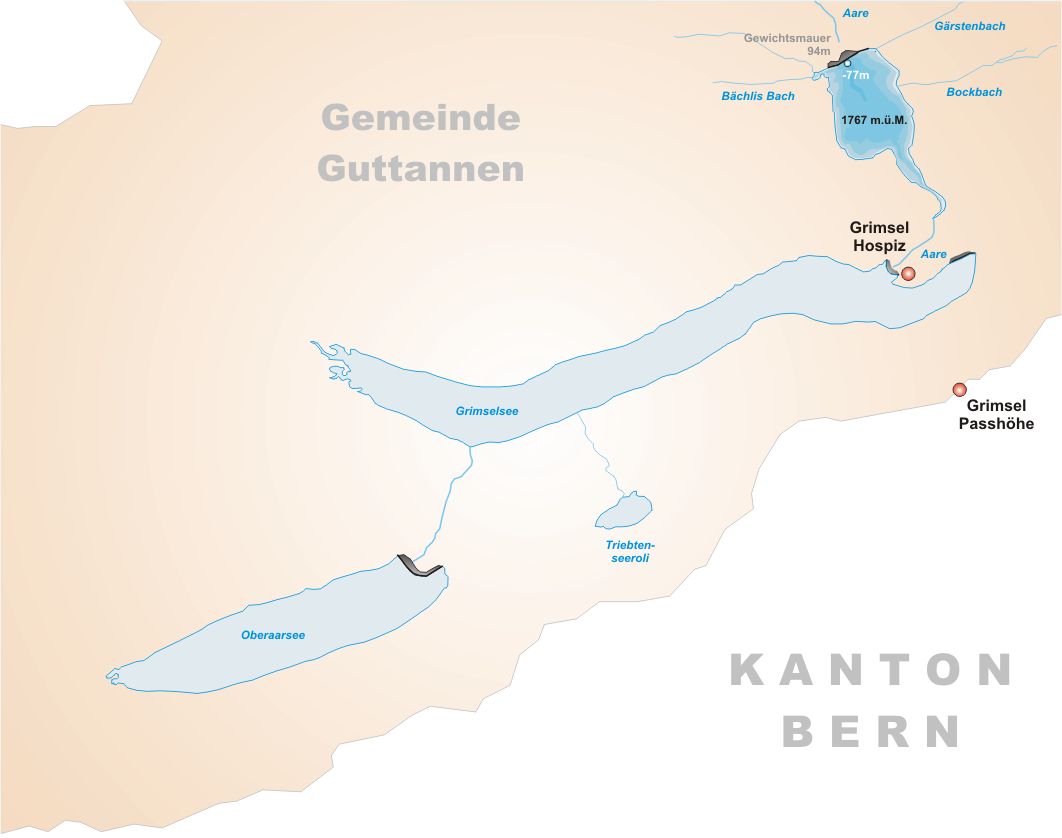
Mappa del lago